# Josef Weidenholzer
 (janvier 2022).
Josef Weidenholzer, né le 6 mars 1950 à Sankt Florian am Inn en Haute-Autriche, est un homme politique autrichien, membre du Parti social-démocrate d'Autriche (SPÖ).

## Biographie
Josef Weidenholzer est devenu député en avril 2011 à la suite de l'entrée en vigueur du traité de Lisbonne qui offre deux sièges supplémentaires de députés à l'Autriche ; l'autre nouveau député autrichien étant Heinz Becker (ÖV). Il obtient un second mandat lors des élections européennes de 2014.
Au parlement européen, il siège au sein de l'Alliance progressiste des socialistes et démocrates.